# 亞歷山大·馬丁諾夫
亞歷山大·弗拉基米羅維奇·馬丁諾夫（俄语：Александр Владимирович Мартынов；1981年1月12日—），是一名德涅斯特河沿岸經濟學家和政治家，在2016年12月17日出任德涅斯特河沿岸總理。